# Wasil Szłyndzikau
Wasil Michajławicz Szłyndzikau (biał. Васіль Міхайлавіч Шлындзікаў, ros. Василий Михайлович Шлындиков, Wasilij Michajłowicz Szłyndikow; ur. 1 września 1947 w Madorze) – białoruski przedsiębiorca i polityk, deputowany do Rady Najwyższej Republiki Białorusi XIII kadencji, członek opozycyjnej Zjednoczonej Partii Obywatelskiej.

## Życiorys

### Młodość i praca
Urodził się 1 września 1947 roku we wsi Madora, w rejonie rohaczowskim obwodu homelskiego Białoruskiej SRR, ZSRR. W 1970 roku ukończył Białoruski Państwowy Instytut Politechniczny. W latach 1970–1978 pracował jako mistrz, kierownik zmiany, zastępca kierownika wydziału w Mińskiej Fabryce Łożysk Tocznych. W latach 1978–1986 był kierownikiem Wydziału Przemysłowo-Transportowego Komitetu Komunistycznej Partii Białorusi (KPB) rejonu zawodskiego miasta Mińska, kierownikiem branżowego wydziału w Mińskim Komitecie Obwodowym KPB. W latach 1986–1990 pełnił funkcję dyrektora Mińskiej Fabryki „Udarnik”. W 1991 roku ukończył studia w Instytucie Personelu i Zarządzania w Bonn. W latach 1991–1996 pracował jako dyrektor generalny Zjednoczenia Naukowo-Produkcyjnego „Dormasz”, prezes koncernu „Amkodor”. Będąc na tym ostatnim stanowisku sprywatyzował i dostosował zarządzany przez siebie koncern do wymogów rynku, będąc pierwszym na Białorusi, kto dokonał takiej operacji z dużym zjednoczeniem budowy maszyn. Wchodził w skład Zjednoczonej Partii Obywatelskiej. W latach 1994–1995 był jej współprzewodniczącym, od 1995 roku – zastępcą przewodniczącego.

### Działalność parlamentarna
W drugiej turze uzupełniających wyborów parlamentarnych 10 grudnia 1995 roku został wybrany na deputowanego do Rady Najwyższej Republiki Białorusi XIII kadencji z matusiewickiego okręgu wyborczego nr 253 miasta Mińska. 19 grudnia 1995 roku został zarejestrowany przez centralną komisję wyborczą, a 9 stycznia 1996 roku zaprzysiężony na deputowanego. Od 23 stycznia pełnił w Radzie Najwyższej funkcję przewodniczącego Stałej Komisji ds. Polityki Ekonomicznej i Reform. Należał do opozycyjnej wobec prezydenta Alaksandra Łukaszenki frakcji „Działanie Obywatelskie”. Odmówił przyjęcia stanowiska zastępcy przewodniczącego Rady Najwyższej, uzasadniając, że należy się ono Hienadziowi Karpience jako politykowi rokującemu większe nadzieje. Od 21 czerwca był członkiem delegacji Rady do Zgromadzenia Parlamentarnego Stowarzyszenia Białorusi i Rosji. W 1996 roku podpisał wniosek o impeachment Łukaszenki. Po dokonanej przez prezydenta kontrowersyjnej i częściowo nieuznanej międzynarodowo reformie konstytucyjnej tego samego roku nie wszedł w skład nowo utworzonej Izby Reprezentantów Zgromadzenia Narodowego Republiki Białorusi. Zgodnie z Konstytucją Białorusi z 1994 roku jego mandat deputowanego Rady Najwyższej zakończył się 9 stycznia 2001 roku; kolejne wybory jednak nigdy się nie odbyły.
W latach 1997–2000 był dyrektorem generalnym Zrzeszenia Wspierania Rozwoju Gospodarczego.

## Prace
- Biełaruś – chronika chronika ekonomiczeskogo kryzisa. Moskwa: 1999. (ros.). Brak numerów stron w książce
- (współautor i redaktor): Ekonomiczeskaja politika: analiz i alternatiwa. Mińsk: 1999. (ros.). Brak numerów stron w książce
- liczne artykuły o problemach polityki gospodarczej[1].

## Życie prywatne
Wasil Szłyndzikau jest żonaty, ma dwoje dzieci i dwie wnuczki. Jest prawosławny.